# Seznam avstrijskih skladateljev
Seznam avstrijskih skladateljev.

## A
- Johann Georg Albrechtsberger
- Paul Angerer
- Hans Erich Apostel
- Georg Arnold

## B
- Heinrich Berté (Bettelheim)
- Ludwig van Beethoven
- Ralph Benatzky
- Alban Berg
- Heinrich Ignaz Franz von Biber
- Cesar Bresgen
- Anton Bruckner
- Ignaz Brüll

## C
- Friedrich Cerha
- Carl Czerny

## D
- Johann Nepomuk David
- Karl Ditters von Dittersdorf
- Nico Dostal

## E
- Anton Eberl
- Helmut Eder
- Gottfried von Einem
- Hanns Eisler
- Dominik Ertl
- Edmund Eysler

## F
- Leo Fall
- Richard Fall
- Wolfgang Flatz
- Friedrich Flotow
- Ernst Fuchs
- Johann Nepomuk Fuchs
- Robert Fuchs
- Johann Joseph Fux

## G
- Hans Gál (1890-1987) (avstr.-škotski)
- Michael Gielen
- Karl Goldmark
- Thomas Gorbach
- Manon Gropius
- Friedrich Gulda
- Adalbert Gyrowetz (=Vojtěch Matyáš Jírovec) (Čeh)

## H
- Georg Friedrich Haas
- Erwin Halletz
- Siegmund von Hausegger
- Joseph Haydn
- Johann Michael Haydn
- Richard Heuberger
- Johann Nepomuk Hummel
- Anselm Hüttenbrenner (1794–1868)

## J
- Émile Jaques-Dalcroze
- Hanns Jelinek

## K
- Emmerich Kálmán
- Anton Karas (citrar)
- Ferdinand Kauer
- Bijan Khadem-Missagh
- Wilhelm Kienzl
- Fritz Heinrich Klein
- Ludwig von Köchel
- Erich Wolfgang Korngold
- Fritz Kreisler
- Ernst Křenek

## L
- Michael Lagger
- Gerhard Lampersberg
- August Lanner
- Joseph Lanner
- Thomas Larcher
- Otto Lechner (akordeonist, orglavec)
- Leonhard Lechner
- Franz Lehár
- Ernst Lert
- Gabriel Lipuš
- Franz Liszt
- Frederick Loewe
- Jorge López

## M
- Alma Mahler
- Gustav Mahler
- Marianne von Martinez (1744–1812)
- Joseph Marx
- Karl Millöcker
- Ludwig Minkus
- Felix Mottl
- Leopold Mozart
- Wolfgang Amadeus Mozart
- Wenzel Müller

## N
- Gösta Neuwirth
- Olga Neuwirth

## P
- Marie Pachler
- Maria Theresa von Paradis
- Ernst Pauer
- Bernhard Paumgartner
- Peter Planyavsky
- Ignace Joseph Pleyel
- Jurij (Georg) Prenner (Georgius Pyrenaeus)
- Heinrich Proch
- Anton Profes

## R
- Fred Raymond
- Hans Ferdinand Redlich (avstr.-brit.)
- Emil von Reznicek
- Philip J. Rittler
- Hans Rott
- Gerhard Rühm

## S
- Franz Schmidt
- Willy Schmidt-Gentner
- Franz Schreker
- Arnold Schönberg
- Georg Schönberg
- Max Schönherr
- Franz Schubert
- Johannes Matthias Sperger
- Johannes Maria Staud
- Robert Stolz
- Oscar Straus
- Johann Strauss starejši
- Johann Strauss mlajši
- Josef Strauss
- Franz von Suppe
- Franz Xaver Süssmayr

## U
- Alfred Uhl

## V
- Johann Michael Vogl

## W
- Georg Christoph Wagenseil
- Matthias Weber
- Anton Webern
- Karl Ignaz Weigl
- Felix Weingartner
- Egon Wellesz
- Herbert Willi
- Hugo Wolf
- Paul Wranitzky (moravsko-avstrijski)

## Z
- Joe Zawinul
- Carl Zeller
- Alexander Zemlinsky
- Carl Michael Ziehrer